# Bistum Mexicali
Das Bistum Mexicali (lat.: Dioecesis Mexicalensis, span.: Diócesis de Mexicali) ist eine in Mexiko gelegene römisch-katholische Diözese mit Sitz in Mexicali.

## Geschichte

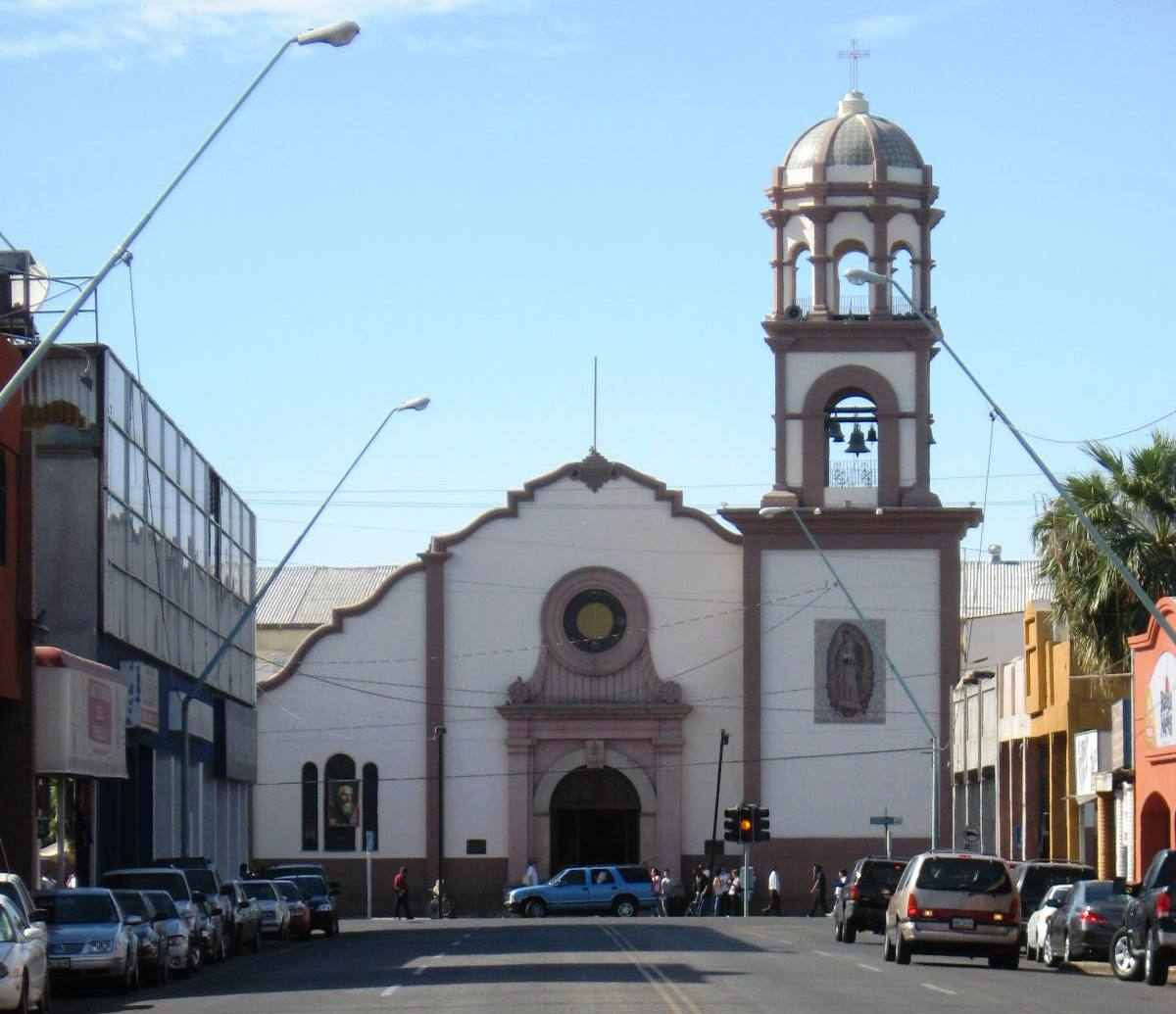
Catedral de Nuestra Señora de Guadalupe

Das Bistum Mexicali wurde am 25. März 1966 durch Papst Paul VI. mit der Apostolischen Konstitution Qui secum reputet aus Gebietsabtretungen des Bistums Tijuana errichtet und dem Erzbistum Hermosillo als Suffraganbistum unterstellt. Am 25. November 2006 wurde das Bistum Mexicali durch Papst Benedikt XVI. mit der Apostolischen Konstitution Mexicani populi dem Erzbistum Tijuana als Suffraganbistum unterstellt. Das Bistum Mexicali gab am 26. Januar 2007 Teile seines Territoriums zur Gründung des mit der Apostolischen Konstitution Venerabiles Fratres errichteten Bistums Ensenada ab.

## Bischöfe
- Manuel Pérez-Gil y González, 1966–1984, dann Bischof von Tlalnepantla
- José Ulises Macías Salcedo, 1984–1996, dann Erzbischof von Hermosillo
- José Isidro Guerrero Macías, 1997–2022
- Enrique Sánchez Martínez, seit 2023